# ينس كيرن
ينس كيرن (بالألمانية: Jens Kern)‏ (23 أكتوبر 1982 ماينتس ألمانيا - ) هو لاعب كرة قدم ألماني، يلعب كحارس مرمى.

## مسيرته

### مسيرته مع الأندية
- 2004 - 2009 لعب مع SV Wacker Burghausen [الإنجليزية]‏ 8 مباريات.
- 2009 - 2010 لعب مع نادي إلفرسبيرغ 4 مباريات.